# Bertus van Ellinkhuizen
Bertus Johan van Ellinkhuizen (Giacarta, 14 febbraio 1939 – Palmanova, 24 marzo 2011) è stato un pittore e incisore olandese.

## Biografia
Nato in Indonesia a Batavia (Giacarta) da Johannes Engelbertus e Johanna Virginia Clementine Fransz, appartenente ad una facoltosa famiglia di armatori, la sua prima infanzia è segnata dalla seconda guerra mondiale e dalla deportazione del padre nei campi di concentramento giapponesi.
Arrivato nei Paesi Bassi ancora in tenera età con i genitori e il fratello maggiore Walter, nel 1955 Bertus si iscrive all'Accademia Reale di Belle Arti dell'Aja, dove si diploma nel 1959. Dopo il diploma, si trasferisce in Svizzera, in Engadina, dove apre il suo primo atelier e si perfeziona nello studio della grafica. Considerato uno degli esponenti più accreditati della xilografia mondiale contemporanea, si è espresso anche nella pittura ad olio, rivisitando in Europa i suoi primi ricordi d'Oriente.
Il 22 ottobre 1966 sposa a La Spezia il soprano italiano Gabriella Rossi Remedi, da cui avrà due figli. Per la nascita della primogenita, le intitola l'opera "Chiara". Trasferitosi in Italia, nel 1967 espone a Milano in una personale da "Pino alla parete", luogo di ritrovo degli artisti milanesi dell'epoca che frequentavano il Bar Jamaica e la Latteria Pirovini. Nel 1970 vince la medaglia d'Oro alla II Biennale Internazionale di Grafica di Firenze. Il critico Renzo Modesti annovera Bertus van Ellinkhuizen tra i giovani artisti scelti da Patrick Waldberg per una mostra collettiva itinerante in Italia dal titolo "Surrealismo ancora e sempre".
Intanto da La Spezia, luogo del suo primo atelier italiano, si trasferisce a Cervignano del Friuli, dove abitano anche gli amici Giuseppe Zigaina e Raul Lovisoni. In quegli anni Bertus frequenta anche il mondo artistico veneziano, che si radunava intorno alla figura di Peggy Guggenheim. Negli ambienti veneziani acquista il soprannome de' "L'Indonesiano", per via dei suoi natali. Negli anni ottanta, dopo la morte di Peggy, Bertus comincia a dedicarsi agli affreschi, considerati dal pittore come le uniche opere immortali, capaci di sopravvivere all'artista. I suoi affreschi si trovano in vari luoghi del Friuli, tra cui gli affreschi conservati nel Comune di Cervignano del Friuli. Bertus realizza anche alcune formelle ad Aquileia. L'eleganza della sua linea lo pone in evidenza soprattutto come incisore di poetici e trasfigurati mondi acquatici.
Muore a Palmanova il 24 marzo 2011.

## Mostre personali
- 1963
  - Zurigo, Maria Benedetti
  - Baden, Kurtheater
- 1964
  - Zurigo, Maria Benedetti
- 1965
  - Davos, Hotel Schatzalp
  - Rheinfelden, Kurbrunnen, 15 agosto-9 settembre
  - Baden, Kurtheater, 4-19 dicembre
- 1967
  - Milano, La Parete, da Pino
- 1968
  - Milano, Palazzo Sormani, Biblioteca Comunale di Milano
  - La Spezia, Galleria Adel (da Del Santo)
  - Firenze, Galleria Inquadrature di Marcello Innocenti
  - Firenze, Palazzo Pitti, la Galleria d'Arte Moderna ha acquistato 3 opere per la sua collezione
- 1969
  - Udine, Galleria Il Sagittario, mostra inaugurata il 7 novembre[3]
- 1970
  - Venezia, Galleria Sant'Angelo, 30 maggio-12 giugno, "Bertus van Ellinkhuizen"
  - Firenze, Palazzo Strozzi
- 1971
  - Venezia, Galleria Sant'Angelo[4]
- 1972
  - Milano, Club Amici dell'Arte, 21 settembre[5][6]
- 1973
  - Venezia, Galleria Sant'Angelo, 25 agosto-7 settembre[7][8]
- 1974
  - Ronchi dei Legionari, Galleria d'Arte l'Oblò, marzo, opere grafiche di "Bertus van Ellinkhuizen"
- 1975
  - Venezia, Galleria Sant'Angelo[9]
- 1976
  - Venezia, Galleria Sant'Angelo, dal 12 al 26 novembre, "Bertus van Ellinkhuizen", mostra di monotipie ed altre tecniche grafiche
  - Cervignano del Friuli, Antologia di Opere Grafiche, esposizione di Lastre in Rame e Legno, 18 marzo
- 1978
  - Milano, Club Amici dell'Arte di via Manzoni, 40[10]

## Mostre collettive
- 1970
  - Udine, Galleria d'Arte Quadrifoglio, Mostra Grafica "Quattro Maestri", Giovanni Barbisan, Orfeo Tamburi, Bertus van Ellinkhuizen, Antonio Zancanaro, 28 gennaio-10 febbraio
  - Firenze, Palazzo Strozzi, II Biennale Internazionale della Grafica, vincitore della Medaglia d'oro della Grafica per la sua opera "Panorama" (1969), Puntasecca. L'opera è conservata al Gabinetto Disegni e Stampe degli Uffizi. La Cerimonia di premiazione ha avuto luogo il 29 giugno a Palazzo Vecchio, alla presenza di Amintore Fanfani, Presidente Onorario della Mostra.
- 1971
  - Milano, Club Amici Centro Arte Annunciata, 11 dicembre-6 gennaio 1972, in collettiva con, fra gli altri, Picasso, Chagall, Dalì, Music, Vedova, Scanavino, Tamburi, Treccani, Zigaina[11]
- 1972
  - Firenze, Palazzo Strozzi, III Biennale Internazionale della Grafica, sotto l'Alto Patronato del Presidente della Repubblica: invitato a partecipare con 5 opere dal Presidente della Biennale Fiorentina Armando Nocentini con l'unanimità della Commissione d'invito, Primavera 1972
- 1973
  - Torino, Roma, Bari, Salerno, Ravenna, mostra collettiva itinerante intitolata "Surrealismo ancora e sempre", curatore Patrick Waldberg.

## Collezioni
Nel 1969 la Galleria d'Arte Moderna di Palazzo Pitti (Firenze) acquistò alcune opere dell'artista e le depositò presso il Gabinetto disegni e stampe degli Uffizi:
- Libellule e margherite (gennaio 1966), Puntasecca[12]
- Città fantastica (gennaio 1968), Litografia[13]
- Veduta di una città (aprile 1960), Puntasecca[14]

Nel 1970, l'opera vincitrice alla II Biennale Internazionale della Grafica fu donata al Gabinetto disegni e stampe degli Uffizi:
- Panorama (1969), Puntasecca

Collection d'Estampes de l'Ecole Polytechnique Federale, Zurich
- Panorama (1969), Puntasecca
- Mondo Marino (1970), Puntasecca
- Stadt (1970), Puntasecca
- Insekt (1964), Xilografia
- Mondo marino (1970), Xilografia
- Orientalische Stadt zu "lool Nacht", disegno a penna

## Opere
- "Panorama" (1969), Puntasecca, opera vincitrice alla II Biennale Internazionale della Grafica
- "L'albero della luna" (1966) - cm 11 x 15,5 - foglio cm 23,5 x 32
- "Villaggio", grafito e tempera - cm 58 x 48
- "La barca della luna", grafito colorato tempera - cm 60 x 48
- "Città di sogno" (1971), grafito e tempera - cm. 56,5 x 41,5
- "Due barche con paesaggio da mille e una notte", opera selezionata da Patrick Waldberg per la collettiva itinerante intitolata "Surrealismo ancora e sempre"
- "Conchiglie", olio su tela
- "Paesaggio per una favola di Grimm"
- "La Sirenetta di Andersen"
- "Due città per Mille e una notte"
- "Città meravigliosa in plenilunio"

## Aneddoti e curiosità
- A seguito di un'animata discussione con Luca Crippa, a Milano, da Pino alla Parete, dalle parole Bertus passò ai fatti, rovesciando un piatto di trippa sulla testa di Crippa.
- Quando Peggy Guggenheim gli regalò un'opera dell'ex marito Max Ernst, gliela dedicò firmandola così: "A Bertus, con amore, Peggy".
- Quando il principe Amedeo di Savoia-Aosta, compagno della figlia Kyara, telefonò a Bertus per la prima volta, disse, nel presentarsi: "Buongiorno, sono il Duca d'Aosta". L'artista rispose: "Non compro niente, grazie" e riattaccò. Poi uscì di casa. Il duca d'Aosta dovette inseguire Bertus per tutto il circondario di Cervignano del Friuli, per riuscire ad incontrare il padre della fidanzata.